# Ahmad Shah Zaher
Pour les articles homonymes, voir Zaher.
Titres
Prétendant au trône d'Afghanistan
23 juillet 2007 – 4 juin 2024
(16 ans, 10 mois et 12 jours)
Prince héritier d'Afghanistan
26 novembre 1942 – 23 juillet 2007
(64 ans, 7 mois et 27 jours)
Ahmad Shah Zaher, né à Kaboul (Afghanistan) le 23 septembre 1934 et mort le 4 juin 2024 en Virginie (États-Unis), est un membre de la famille royale Barakzai, deuxième fils de Mohammad Zaher Shah, roi d’Afghanistan de 1933 à 1973.

## Biographie
À la mort de son frère, le prince Mohammad Akbar, en 1942, il devient prince héritier d'Afghanistan, jusqu'à l'abdication de son père, Mohammad Zaher Shah, en 1973. Il succède à ce dernier en 2007 comme chef de la famille royale et prétendant au trône.
Ahmad Shah Zaher meurt le 4 juin 2024 à l’âge de 89 ans.